# Transea
Transea è il terzo EP della rockband italiana Litfiba, pubblicato nel 1986 dall'Edizioni Musicali Anemic Music.

## Il disco
L'EP si compone di quattro tracce in totale, due delle quali già note da diversi anni: Transea infatti venne pubblicata per la prima volta nel 1983 (sebbene in una versione profondamente diversa e dalla durata inferiore, 3:46) nella compilation di artisti vari intitolata Body Section e commercializzata dall'etichetta Electric Eye mentre Onda araba risale al 1984, anno in cui venne pubblicata (anch'essa in versione differente ma di durata superiore, 5:32) nella compilation di artisti vari Catalogue Issue distribuita dall'I.R.A. Store (questa compilation è nota per essere non solo la prima raccolta ma anche il primo lavoro discografico pubblicato dall'IRA).
In quest'ultima compilation era presente anche un altro brano dei Litfiba, ovvero Versante est, brano che però non trovò spazio né nel primo album del gruppo fiorentino (ovvero Desaparecido) né in questo EP, divenendo uno dei pezzi più rari della band. Solo nel 2013 il brano verrà ristampato (in una versione inedita) nella compilation Trilogia del potere 1985-1988 ed in versione live nell'album Trilogia 1983-1989 live 2013.
Maria Walevska e CPT Queeg invece sono brani strumentali tratti da una colonna sonora realizzata per lo spettacolo teatrale Il compagno dagli occhi senza cigli realizzata a nome "Beau Geste".

## Tracce
Testi e musiche dei Litfiba. 
Lato A
1. Transea (nuova versione) - 5:36
2. Maria Walewska - 2:24

Lato B
1. Onda araba (nuova versione) - 4:41
2. CPT Queeg - 3:28

## Formazione
- Piero Pelù - voce
- Ghigo Renzulli - chitarra
- Gianni Maroccolo - basso
- Antonio Aiazzi - tastiere
- Ringo De Palma - batteria

### Altri musicisti
- Velemir Vedma - violino in Transea e Onda araba

### Produzione
- Alberto Pirelli - produzione
- Carlo U. Rossi - registrazioni, missaggi e produzione di sala
- Mauro Tavella - assistenza
- Fabio Galavotti - grafica
- Cesare Dagliana - fotografia di copertina